# Courchapoix
Courchapoix (antiguamente en alemán Gebsdorf) es una comuna suiza del cantón del Jura, situada en el distrito de Delémont. Limita al norte con la comuna de Bärschwil (SO), al este con Corban, y al sur y oeste con Val Terbi.

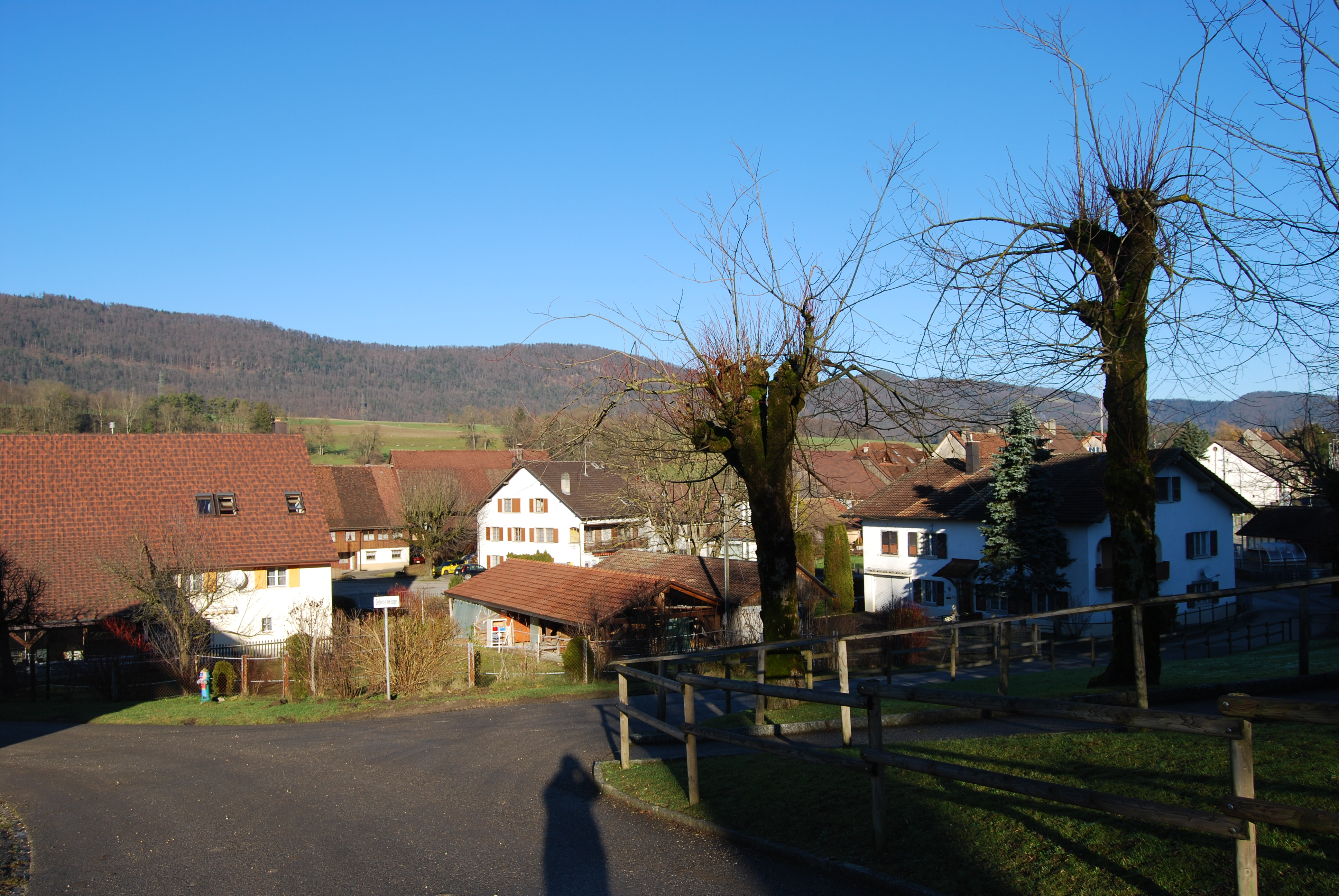
Courchapoix